# Zlatko Celent
Zlatko Celent (20 de julio de 1952-25 de febrero de 1992) fue un deportista yugoslavo que compitió en remo.
Participó en cuatro Juegos Olímpicos de Verano entre los años 1976 y 1988, obteniendo una medalla de bronce en Moscú 1980 en la prueba de dos con timonel.

## Palmarés internacional
| Juegos Olímpicos | Juegos Olímpicos | Juegos Olímpicos  | Juegos Olímpicos |
| Año              | Lugar            | Medalla           | Prueba           |
| ---------------- | ---------------- | ----------------- | ---------------- |
| 1980             | Moscú (URSS)     | Medalla de bronce | Dos con timonel  |